# Dearsenificazione
La dearsenificazione è un processo di depurazione volto a rimuovere l'arsenico inorganico dall'acqua destinata al consumo umano, agli animali e all’irrigazione al fine di evitare casi di avvelenamento da arsenico. Rientra tra i procedimenti adottati per la potabilizzazione delle acque. 

## Tecnica
Le due principali tecniche di rimozione sono la filtrazione per assorbimento tramite ossido di ferro granulare e l’osmosi inversa. La prima ad oggi è la più comoda e conveniente, l'acqua viene fatta passare attraverso contenitori contenenti granuli di ossido che, grazie a un processo chiamato "adsorbimento" fissano sulla loro superficie le molecole di arsenico provenienti dall'acqua contaminata. La seconda invece procede appunto per osmosi inversa e si avvale di membrane atte a filtrare l'acqua, trattenendo le sostanze indesiderate.

## Normativa
In Italia, il DL 31/2001 ha recepito la normativa europea abbassando il limite di arsenico accettabile nelle acque potabili da 50 a 10 µg/l. La stessa Unione Europea ha avviato una campagna di monitoraggio della presenza di arsenico negli alimenti per il periodo 2016-2018 che copre la più ampia gamma di cibi e bevande (inclusa l'acqua).